# موآی کوچک
موآی کوچک (تیرهٔ Emeidae) تیره‌ای از راسته موآها (Dinornithiformes) بودند. حدود دوسوم از کل گونه‌های موآ در تیرهٔ موآهای کوچک قرار دارند. موآها از تیرهٔ بی‌تیغه‌های نیوزیلندی بودند: پرندگانی بدون پرواز با جناغ سینه اما بدون تیغه سینه. آنها همچنین استخوان کام متمایزی دارند. بی‌تیغه‌ها روشن‌تر می‌شود زیرا اکنون اعتقاد بر این است که اجداد اولیه این پرندگان توانایی پرواز داشتند و به مناطق جنوبی که در آنها یافت شده‌اند، پرواز کرده‌اند.